# Adolf Małysz
Adolf Małysz (ur. 1895, zm. 8 stycznia 1962) – działacz i duchowny zielonoświątkowy na Śląsku Cieszyńskim, w II Rzeczypospolitej prezes (zwierzchnik) pentekostalnej wspólnoty religijnej pn. Związek Stanowczych Chrześcijan, a od 1947 duchowny Zjednoczonego Kościoła Ewangelicznego.

## Życiorys
Syn Jerzego Małysza. Wychował się w Kościele Ewangelicko-Augsburskim. Od 1912 zatrudniony w hucie w Trzyńcu. Wśród współpracowników miał członków zboru stanowczych chrześcijan w Nieborach. Pod ich wpływem przyjął pobożność zielonoświątkową i pozyskał dla stanowczych chrześcijan swoich rodziców i inne osoby z rodzinnego Ustronia. Dzięki jego aktywności w 1913 roku w Ustroniu powstał zbór stanowczych chrześcijan. W 1920 został przełożonym zboru ustrońskiego i ożenił się (żona Zuzanna). W latach 1931–1935 pełnił dodatkowo funkcję prezesa Związku Stanowczych Chrześcijan.
W czasie II wojny światowej ze względu na odmowę podpisania Volkslisty 20 grudnia 1941 został wysłany wraz z rodziną na roboty do Niemiec, a jego dom został zarekwirowany.
Po zakończeniu okupacji powrócił do rodzinnego miasta i podjął na nowo pracę duszpasterza zboru w Ustroniu. Wobec stopniowego zbliżania się stanowczych chrześcijan do Związku Ewangelicznych Chrześcijan, który praktykował chrzest w wieku świadomym, w 1946 Adolf Małysz przyjął taki chrzest z rąk Stanisława Krakiewicza. W 1947 wraz z całym Związkiem Stanowczych Chrześcijan przystąpił do Zjednoczonego Kościoła Ewangelicznego (ZKE).
W związku z aresztowaniami duchownych ZKE w 1950 został uwięziony przez Urząd Bezpieczeństwa. W 1957 złożył urząd pastora zboru ustrońskiego, którego był założycielem.